# Batcave
Batcave is een muziekgenre dat onder gothic valt. Het is ontstaan uit de punk in het Londen van de jaren 80. In die stad was er een toen een nachtclub die gezien wordt als de geboorteplaats van de gothic subcultuur, namelijk The Batcave. Het was in die club dat de eerste groepen van dit genre opdoken. En om die reden kreeg hun muziekgenre de naam batcave.
Het wordt gezien als de Europese versie van deathrock. Volgens velen zijn er naast de geografie zelfs geen verschillen en is Batcave dus enkel een synoniem voor deathrock. De goths die fan zijn van deze muziekgenres delen een kledingstijl.  Volgens anderen hebben enkel de groepen die ooit optraden in The Batcave het recht om batcave genoemd te worden.
Liefhebbers van dit genre staan bekend als batcavers.

## Karakteristieken
Batcave benadrukt een griezelige sfeer en een introspectieve stemming binnen een punk of postpunk muzikale structuur. De batcave-nummers gebruiken eenvoudige snaren, weergalmende gitaren, een prominente bas en herhaaldelijke drums die tribal beats benadrukken binnen een 4/4 signatuur. Om sfeer te creëren worden krasserige gitaren en synthesizers gebruikt en wordt soms ook geëxperimenteerd met andere instrumenten. De teksten kunnen variëren maar zijn meestal introspectief en surrealistisch en gaan over duistere thema's van isolatie, teleurstelling, verlies, het leven, de dood, soms het bovennatuurlijke, enzovoort.
Maar de vaak eenvoudige muziekstructuren, de zware sfeer en de ritmische muziek vereisen dat de leadzanger complexe emoties uitdrukt. Daarom dat batcave-zangers vaak sterke, distinctieve stemmen en een sterke podiumaanwezigheid hebben.

## Bekende bands

### Eerste generatie
- Alien Sex Fiend
- Bauhaus
- Ausgang
- Sex Gang Children
- Theatre Of Hate
- Neva
- The Virgin Prunes
- Specimen

### Tweede generatie
- Cinema Strange
- Psukaï
- Jacquy Bitch
- Castrati
- Chrysalis Morass
- BlackBats 13
- Elvira And The Bats